# Xiao Guodong
Xiao Guodong (n. 10 februarie 1989, Chongqing, Sichuan, Republica Populară Chineză) este un jucător chinez de snooker. A devenit profesionist în 2007 după ce a triumfat la Campionatele Asiei Sub-21 de ani. A câștigat primul trofeu al carierei într-un turneu de clasament în 2024, la 17 ani după ce a devenit profesionist.
A disputat finala Shanghai Masters în 2013 unde a pierdut la compatriotul Ding Junhui. A realizat breakul maxim o singură dată, în 2021, la Openul Scoțian. 
S-a antrenat în Anglia la Gloucester sub fostul campion mondial Terry Griffiths, alături de compatrioții Cao Yupeng, Tian Pengfei și Liu Chuang.

## Finalele carierei

### Turnee de clasament: 3 (1 titlu)
| Rezultat | Nr. | An   | Turneu                   | Adversar în finală | Scor | Ref.  |
| -------- | --- | ---- | ------------------------ | ------------------ | ---- | ----- |
| Finalist | 1.  | 2013 | Mastersul de la Shanghai | Ding Junhui        | 6–10 | [ 2 ] |
| Finalist | 2.  | 2017 | Snooker Shoot Out        | Anthony McGill     | 0–1  | [ 3 ] |
| Campion  | 1.  | 2024 | Wuhan Open               | Si Jiahui          | 10–7 |       |

### Turnee invitaționale: 1
| Rezultat | Nr. | An   | Turneu                | Adversar în finală | Scor | Ref.  |
| -------- | --- | ---- | --------------------- | ------------------ | ---- | ----- |
| Finalist | 1.  | 2015 | Snooker Shoot Out     | Michael White      | 0–1  | [ 4 ] |
| Finalist | 2.  | 2024 | Campionul Campionilor | Mark Williams      | 6–10 |       |

### Turnee Pro-am: 3 (3 titluri)
| Rezultat | Nr. | An   | Turneu                              | Adversar în finală | Scor |
| -------- | --- | ---- | ----------------------------------- | ------------------ | ---- |
| Campion  | 1.  | 2008 | Paul Hunter English Open            | Ben Woollaston     | 6–2  |
| Campion  | 2.  | 2009 | Asian Indoor Games                  | Liang Wenbo        | 5–2  |
| Campion  | 3.  | 2013 | Asian Indoor and Martial Arts Games | Amir Sarkhosh      | 5–4  |

### Turnee de amatori: 4 (4 titles)
| Rezultat | Nr. | An   | Turneu                    | Adversar în finală    | Scor | Ref.  |
| -------- | --- | ---- | ------------------------- | --------------------- | ---- | ----- |
| Campion  | 1.  | 2007 | Campionatul Asiei Sub-21  | Chinnakrit Yoawansiri | 6–2  | [ 5 ] |
| Campion  | 2.  | 2008 | PIOS – Event 2            | Noppadol Sangnil      | 6–5  |       |
| Campion  | 3.  | 2009 | PIOS – Event 6            | Jack Lisowski         | 6–0  |       |
| Campion  | 4.  | 2011 | China Snooker Tour Finals | Chen Feilong          | 5–0  | [ 6 ] |